# La Magdalena, Tarímbaro
La Magdalena är en ort i Mexiko.   Den ligger i kommunen Tarímbaro och delstaten Michoacán de Ocampo, i den södra delen av landet, 220 km väster om huvudstaden Mexico City. La Magdalena ligger 1 869 meter över havet och antalet invånare är 131.
Terrängen runt La Magdalena är kuperad norrut, men söderut är den platt. Runt La Magdalena är det ganska tätbefolkat, med 70 invånare per kvadratkilometer. Närmaste större samhälle är Morelia, 13,0 km söder om La Magdalena. I omgivningarna runt La Magdalena växer huvudsakligen savannskog.